# Seznam hudebních nástrojů
Seznam hudebních nástrojů podle abecedy:

## A
- Akordeon
- Akustická baskytara
- Akustická kytara
- Anglický roh
- Atabaque
- Autoharfa (upravená citera)

## B
- Balalajka
- Barokní kytara
- Barytonová kytara
- Bandoneon
- Banjo
- Basetový roh
- Basklarinet
- Basová kytara
- Basová trubka
- Basový buben
- Bicí souprava
- Bodhrán
- Bombardón
- Bongo
- Brač-Tambura
- Brumle
- Buben
- Buzuki

## C
- Cabasa
- Cajón
- Celesta
- Cembalo
- Cimbasso
- Cimbál
- Cink
- Citera
- Claves
- Clavinet
- Cümbüş

## Č
- Činely

## D
- Darbuka
- Didgeridoo
- Djembe
- Dobro
- Duduk
- Dudy
- Dulcian
- Dung čen
- Dřívka

## E
- Elektrická kytara
- Elektrický sitár
- Er-chu
- Eufonium

## F
- Fagot
- Fanfrnoch nebo Famfrnoch
- Flamenco kytara
- Flétna
- Foukací harmonika
- Fujara

## G
- Ghatam
- Gong
- Gusle

## H
- Hammondovy varhany
- Hang
- Harfa
- Harmonika
- Harmonium
- Havajská kytara
- Heligon
- Heligonka
- Hoboj
- Housle

## Ch
- Chalumeau
- Charango
- Chrastítko

## K
- Konžská dřívka
- Kabasa
- Kalimba
- Kantele
- Karnyx
- Kastaněty
- Kazoo
- Klarinet
- Klasická kytara
- Klávesy
- Klavichord
- Klavír
- Koncertina
- Kongo
- Kontrabas
- Kontrafagot
- Kora
- Kornamusa
- Kornet
- Kokles
- Křídlovka
- Ku-čeng
- Ku-čchin
- Kvinterna
- Kytara

## L
- Lesní roh
- Loutna
- Lyra

## M
- Mandola
- Mandolína
- Maracas
- Marimba
- Melafon
- Moodswinger
- Mridanga

## N
- Ngoni
- Niněra
- Nyckelharpa

## O
- Ofiklejda
- Okarina
- Ozvučná dřívka

## P
- Pakhavadž
- Panova flétna
- Pchi-pcha
- Piano
- Piccolo trubka
- Pikola
- Pošetky
- Pozoun
- Příčná flétna

## R
- Rebab
- Rezofonická kytara
- Rolnička
- Rothofon
- Rumba koule
- Rituální zvony

## S
- Sarod
- Sarrusofon
- Saxofon
- Saz
- Serpent
- Sistrum
- Sitár
- Skleněná harmonika
- Skřipky
- Steel kytara
- Surbahar

## Š
- Šalmaj
- Šamisen
- Šeng
- Šofar

## T
- Tabla
- Taiko
- Tama
- Tambura
- Tamburína
- Tampura
- Tar
- Theorba
- Theremin
- Tibetská mísa
- Triangl
- Tritonikon
- Trombón
- Trubka
- Trumšajt
- Tuba
- Tumbi
- Tympány

## U
- Udu
- Úd
- Ukulele

## V
- Valcha
- Varhany
- Vibrafon
- Viola
- Viola da gamba
- Violoncello
- Vířivý buben
- Vuvuzela

## W
- Wagnerova tuba

## X
- Xylofon

## Z
- Zobcová flétna
- Zvon
- Zvonkohra